# UB-63号潜艇
陛下之UB-63号艇是德意志帝国海军于第一次世界大战期间建造的其中一艘UB-III型近岸潜艇或称U艇。它由汉堡的伏尔铿船厂承建，于1917年5月26日新船下水，至同年7月23日交付使用。其全长55.52米，水面及水下排水量分别为508吨和639吨，艇载武器则包括五具500毫米鱼雷发射管以及一门88毫米口径甲板炮。UB-63号曾先后被部署至第二及第五区舰队，并参与了大西洋潜艇战。在三次巡逻期间，该艇累计击沉了2艘协约国或中立国商船，容积总吨为4481吨。1918年1月28日，UB-63号在福斯湾遭两艘英国武装拖网船投掷的深水炸弹击沉，艇内33名官兵全数阵亡。

## 设计
UB-63号是汉堡伏尔铿船厂承建的UB-III型首批次（UB-60至UB-65号）的四号艇，由德意志帝国海军潜艇监察局于1916年5月20日向订购，至1917年5月26日下水。其全长55.52米，舷宽5.76米。艇体采用双壳体结构，水面及水下排水量分别为508吨和639吨，浮起时的吃水深度为3.70米。由于无需像UC-II型艇那样提供水雷布设装置，设计工程师对潜艇舷弧进行了优化，增大了司令塔体积，配备两具潜望镜，司令塔与控制室之间增加一道水密舱壁。这些改进显著提高了潜艇的水下机动性和生存力。为了达到更高的航速，UB-63号采用两台猛狮六缸四冲程550匹公制馬力（405千瓦特）柴油机用于水面运行，以及两台394匹公制馬力（290千瓦特）的西门子-舒克特电动发电机用于水下航行；水面最高航速13.3節（24.6每小時），水下7.8節（14.4每小時）；能够在水面以6節（11每小時）航速续航8,420海里（15,590），或以4節（7.4每小時）连续在水下航行55海里（102）而无需充电。
UB-63号的主武器为五具500毫米艇艏鱼雷发射管，其中艇艏四具采用层叠式布局分居两侧、艇艉一具，并可搭载合共10枚G6型鱼雷。辅助武器则是一门88毫米30倍径速射炮。其标准船员编制为3名军官加31名水兵。

## 服役历史
1917年7月23日，UB-63号在前UB-35号艇长、海军上尉鲁道夫·格贝舒斯的指挥下正式入役，随即展开海试。完成海试后，该艇曾先后被编入北海战区的第二和第五区舰队，并参与了大西洋潜艇战，出没地点包括卑尔根、勒威克周边以及爱尔兰海。在三次巡逻期间，该艇累计击沉了2艘协约国或中立国商船，容积总吨为4481吨。1918年1月14日，UB-63号出港巡逻后便再未归航。根据英国方面的说法，该艇于1月28日在福斯湾的五月岛附近遭两艘英国武装拖网船乔治堡号（Fort George）和W·S·贝利号（W.S. Bailey）共同投掷的深水炸弹所击沉，艇内33名官兵全数阵亡。

## 袭击历史摘要
| 日期           | 船名         | 船籍   | 吨位 | 结局       |
| -------------- | ------------ | ------ | ---- | ---------- |
| 1917年9月15日  | 桑塔伦号     | 英国   | 4256 | 击沉       |
| 1917年11月3日  | 哈伦号       | 比利时 | 3290 | 缴作战利品 |
| 1917年11月8日  | 林德哈特号   | 丹麦   | 225  | 击沉       |
| 1917年11月15日 | 斯塔格拉德号 | 挪威   | 1113 | 击伤       |

## 脚注
1. ↑  Rössler，第60頁.
2. 1 2  Helgason, Guðmundur. . German and Austrian U-boats of World War I - Kaiserliche Marine - Uboat.net.   [2022-05-02].
3. 1 2 3 4 5  Gröner 1991，第25-30頁.
4. 1 2  Helgason, Guðmundur. . German and Austrian U-boats of World War I - Kaiserliche Marine - Uboat.net.   [2015-02-04].
5. ↑  陈进，第239頁.
6. ↑  NARS，第77頁.
7. 1 2  Helgason, Guðmundur. . German and Austrian U-boats of World War I - Kaiserliche Marine - Uboat.net.   [2015-02-04].